# Rolf Stommelen

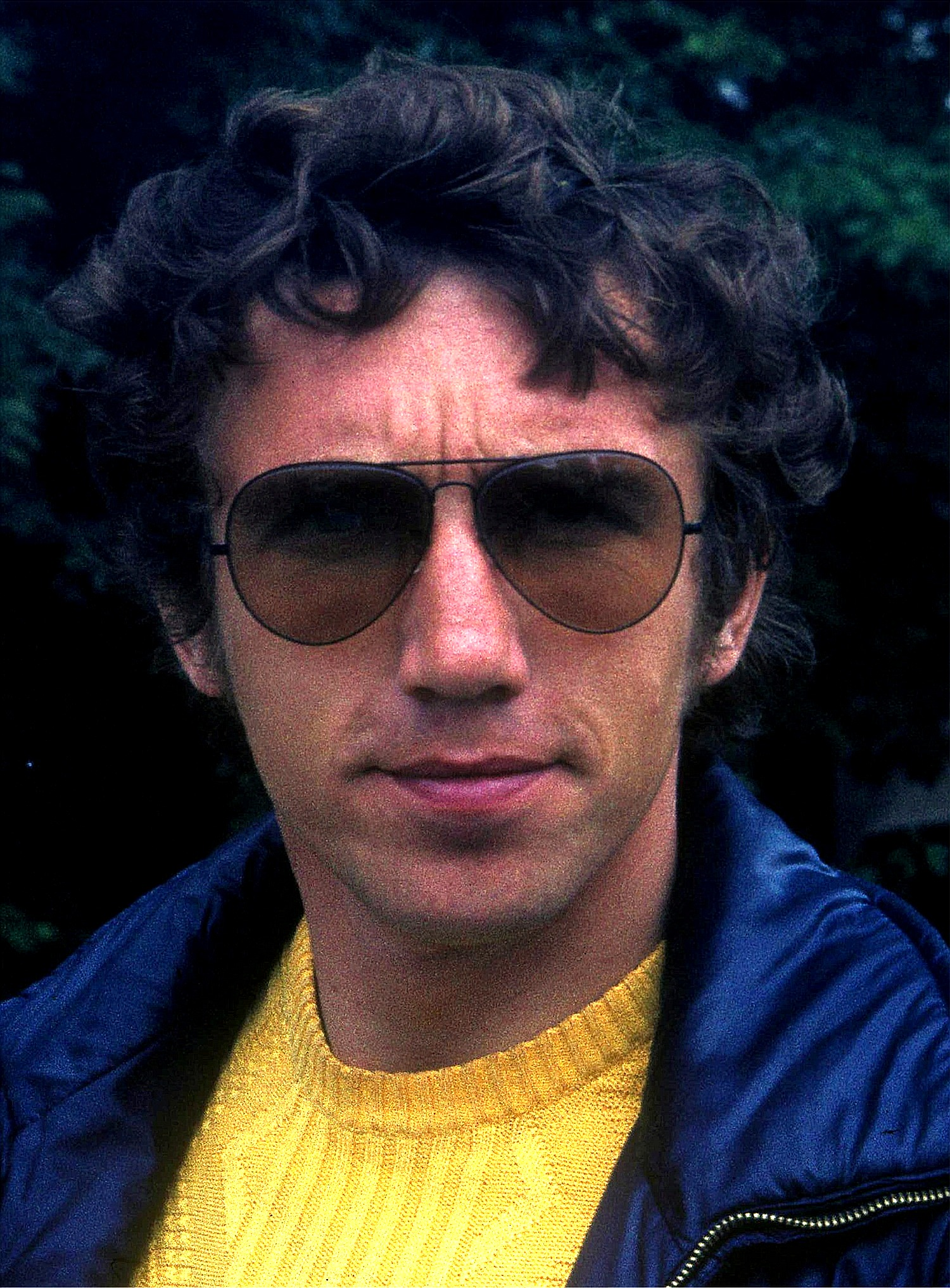
Rolf Stommelen 1972

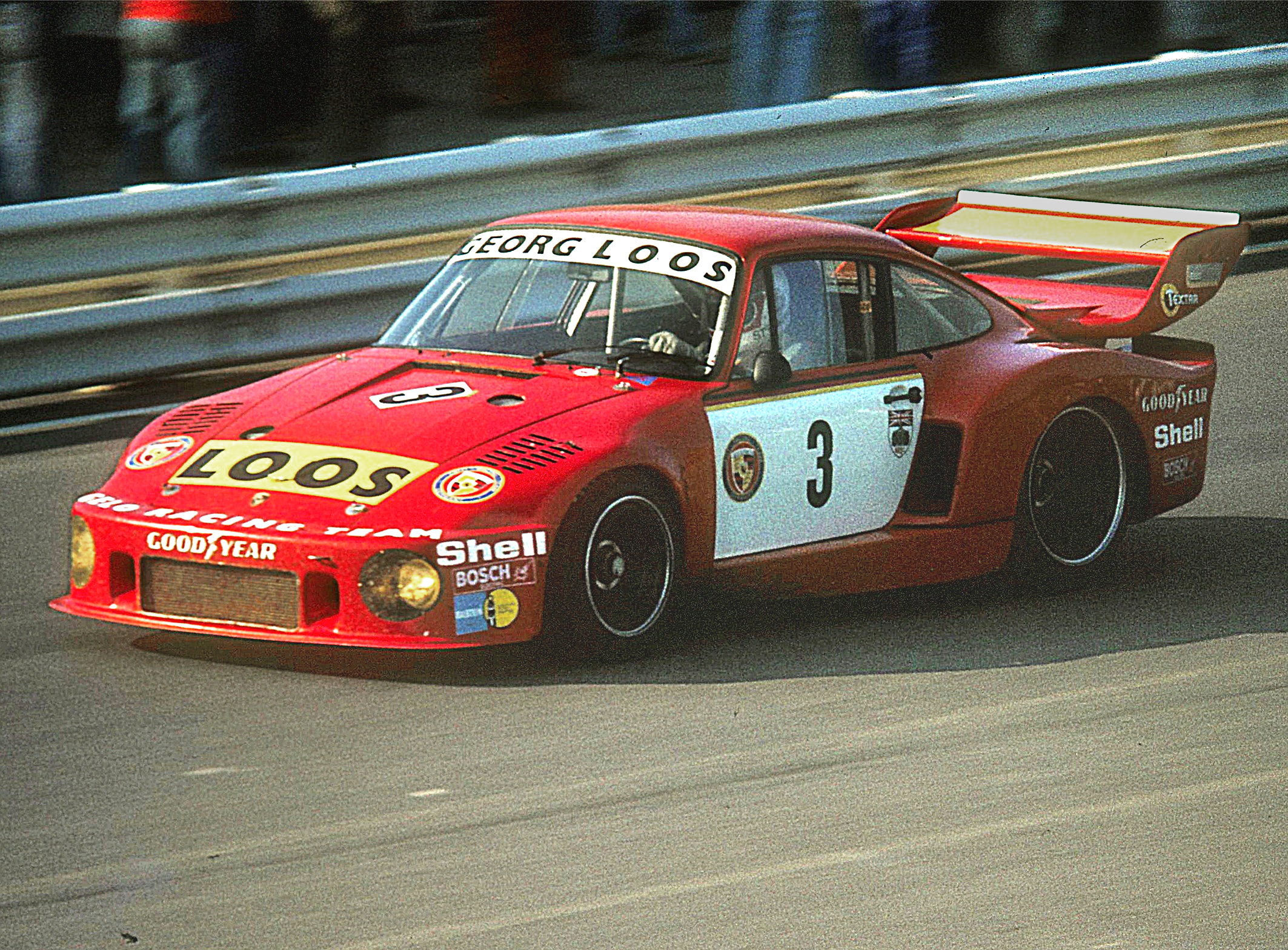
Rolf Stommelen in een Porsche 935 in 1977

Rolf Stommelen (Siegen, 11 juli 1943 - Riverside, 24 april 1983) was een Duits autocoureur die tussen 1970 en 1978 in de Formule 1 uitkwam. Hij behaalde één podiumplaats.
Stommelen had al successen geboekt in heuvelklim en endurance-races toen hij in 1970 voor Brabham debuteerde in de Formule 1. In zijn eerste jaar behaalde hij zijn beste resultaat, een derde plaats bij de Grand Prix van Oostenrijk. In de jaren daarop reed hij onder andere voor Surtees en March, maar zijn prestaties werden minder.
Tijdens de Grand Prix van Spanje in 1975 was Stommelen betrokken bij een drama toen zijn auto crashte als gevolg van een gebroken achtervleugel en in het publiek belandde. Vier mensen (twee toeschouwers, een brandweerman en een fotograaf) kwamen daarbij om het leven, Stommelen brak zijn been en de race werd gestopt.
In 1978 kwam hij voor het laatst uit in de Formule 1 voor Arrows. Grotere successen behaalde Stommelen met sportscars, hij won drie keer de 24 uur van Daytona en leek in 1979 samen met Dick Barbour en acteur Paul Newman op weg naar de zege in de 24 uur van Le Mans maar een problematische pitstop zorgde ervoor dat ze genoegen moesten nemen met een tweede plaats.
Op 24 april 1983 kwam Stommelen om het leven bij een race op het Riverside International Raceway-circuit toen de achtervleugel van zijn Porsche 935 afbrak.